# Roch La Salle
Pour les articles homonymes, voir La Salle.
Roch La Salle (né le 6 août 1928 à Saint-Paul et mort le 20 août 2007) à Saint-Charles-Borromée) est un homme politique québécois. Il a été ministre dans les gouvernements fédéraux de Joe Clark et de Brian Mulroney en plus d'occuper le poste de chef de l'Union nationale à l'élection générale québécoise de 1981.

## Biographie
Septième d'une famille de 10 enfants, il quitte ses études à l'âge de 14 ans. Il travaille d'abord comme boucher, puis devient représentant des ventes à l'emploi d'un distributeur de tabac, cigarettes et confiseries. Il occupe ensuite un poste de gérant des ventes qu'il conservera jusqu'à son élection en 1968. Élu conseiller municipal de Crabtree à 27 ans, il en devient le maire deux ans plus tard, devenant le plus jeune maire du Canada. Son mandat à la mairie durera de 1957 à 1965.
Après avoir subi un revers initial en 1965, il est élu député à la Chambre des communes du Canada dans la circonscription Joliette en tant que progressiste-conservateur en 1968. Il a longtemps été l'un des seuls représentants de son parti à se faire élire au Québec.
En 1971, il quitte ce parti lorsque Robert Stanfield refuse de reconnaître la notion constitutionnelle des deux nations fondatrices du pays et du droit à l'auto-détermination du Québec. Il est réélu en tant qu'indépendant en 1972, avec l'appui de l'organisation du Parti québécois, mais revient dans le giron conservateur lors de l'élection fédérale de 1974.
En 1979, il est l'un des deux seuls députés progressistes-conservateurs élus au Québec sous la direction de Joe Clark. Il servit à titre de ministre des Approvisionnements et des Services dans le bref gouvernement minoritaire de Clark. En 1980, il fut le seul député québécois du PC à être réélu.
Il démissionne de son siège en mars 1981 afin de prendre la direction de l'Union nationale et tenter sa chance en politique provinciale. Le parti ne remporte aucun siège à l'élection de 1981 et La Salle arrive troisième dans Berthier, après avoir été battu par le libéral Albert Houde, la circonscription voisine de celle de Joliette, afin de laisser la voie libre à son vieil ami, le député et ministre péquiste Guy Chevrette.
Roch La Salle retourne à Ottawa, où il reprend le siège qu'il avait laissé vacant au cours d'une élection partielle, le 17 août 1981. En tant que seul député conservateur du Québec face à 74 libéraux, La Salle articule une critique quotidienne du gouvernement Trudeau qui le propulse sous les feux des médias. Il a en outre traité le ministre des Finances de l'époque, Jean Chrétien, de menteur en 1978, ce qui lui vaudra d'être expulsé de la Chambre des communes.
Lorsque les progressistes-conservateurs reprennent le pouvoir avec à leur tête Brian Mulroney, à l'élection fédérale canadienne de 1984, La Salle devient ministre des Travaux publics, avant d'être rétrogradé au poste de ministre d'État en juin 1986. Il quitte le conseil des ministres en février 1987 en raison d'allégations de favoritisme et d'une fête à 5 000 $ le couvert où il était l'invité d'honneur. Il nia toute implication mais décida de mettre un terme à sa carrière politique à l'élection de 1988. Aucune accusation de malversation n'a été portée contre M. La Salle.
Roch La Salle n'a jamais caché son nationalisme québécois, militant pour la cause souverainiste lors des référendums de 1980 et de 1995. Il s'est également opposé au rapatriement de la constitution canadienne en 1981.
Atteint de la maladie d'Alzheimer pendant les dernières années de sa vie, Roch La Salle meurt au Centre hospitalier régional de Lanaudière de Saint-Charles-Borromée, le 20 août 2007 .